# Tsuga chinensis
Tsuga chinensis là một loài thực vật hạt trần trong họ Thông. Loài này được (Franch.) Pritz. miêu tả khoa học đầu tiên năm 1900.